# Jens-Olaf Koltermann
Jens-Olaf Koltermann (* 1958 in Bad Oldesloe) ist ein Brigadegeneral außer Dienst des Heeres der Bundeswehr. Zuletzt war er bis September 2022 Unterabteilungsleiter Cyber/Informationstechnik I im Bundesministerium der Verteidigung in Berlin.

## Militärische Laufbahn
Koltermann trat 1978 in die Bundeswehr ein und absolvierte die Offizierausbildung der Fernmeldetruppe. Von 1980 bis 1984 absolvierte er ein Maschinenbaustudium an der Universität der Bundeswehr Hamburg. Es folgten verschiedene Verwendungen in der Fernmeldetruppe, bevor Koltermann von 1992 bis 1994 am 35. Generalstabslehrgang Heer an der Führungsakademie der Bundeswehr in Hamburg teilnahm. Es folgten wiederum verschiedene Verwendungen in der Fernmeldetruppe und in Stabs- und Ämterverwendungen so von 2006 bis 2008 als Referatsleiter in der Abteilung A (Informationsmanagement, Innovation, Konzeption) im damaligen Bundesamt für Informationsmanagement und Informationstechnik der Bundeswehr in Koblenz. Von 2008 bis 2011 war Koltermann Kommandeur des mittlerweile aufgelösten, aus sechs Bataillonen bestehenden, Fernmelderegiments 28 in Mechernich. Von 2011 bis 2012 absolvierte er ein weiterbildendes Studium am United States Army War College in Carlisle, Pennsylvania, welches er mit einem Master of Strategic Studies abschloss. Im Anschluss wurde er 2012 Leiter des Führungsgrundgebietes 6 im (damaligen) Streitkräfteunterstützungskommando, mit Dienstort Rheinbach. Es folgte von 2012 bis 2015 eine ministerielle Verwendung als Referatsleiter SE III 3 (Führungsunterstützung, Personalangelegenheiten und Führungsorganisation im Einsatz) in der Abteilung Strategie und Einsatz im Bundesministerium der Verteidigung in Berlin. Von 2015 bis 2018 war Koltermann Abteilungsleiter Informationstechnik im Bundesamt für Ausrüstung, Informationstechnik und Nutzung der Bundeswehr (BAAINBw) in Koblenz. Auf diesem Dienstposten erfolgte auch die Ernennung zum Brigadegeneral. 2017 nahm er dabei auch am 48th Senior International Defense Resources Management Course an der Naval Postgraduate School in Monterey, Kalifornien, teil. Ab dem 1. April 2018 war Koltermann in seiner letzten Verwendung Unterabteilungsleiter Cyber/Informationstechnik I (Cyber-/IT-Governance) im Bundesministerium der Verteidigung in Berlin. Im September 2022 trat Koltermann in den Ruhestand.

### Auslandseinsätze
- 2008 KFOR Stabsoffizier J6 Signal (Communications and IT) im HQ KFOR in Pristina, Kosovo
- 2010 ISAF Verbindungsoffizier NATO Communication and Information Systems Services Agency (NCSA) im HQ ISAF in Kabul, Afghanistan